# Crotalaria cobalticola
Crotalaria cobalticola är en ärtväxtart som beskrevs av Paul Auguste Duvigneaud och Plancke. Crotalaria cobalticola ingår i släktet sunnhampor, och familjen ärtväxter. Inga underarter finns listade i Catalogue of Life.